# Saltaire
Saltaire là một làng kiểu mẫu thời kỳ Victoria nằm ở trung tâm của quận đô thị Bradford, Tây Yorkshire, Anh. Nhà máy Salts thời Victoria và khu dân cư liên quan nằm bên cạnh sông Aire và kênh đào Leeds và Liverpool đã được UNESCO công nhận là Di sản thế giới, đồng thời nó cũng là một điểm mốc của Tuyến đường di sản công nghiệp châu Âu.

## Lịch sử
Saltaire được xây dựng vào năm 1851 bởi Sir Titus Salt, một nhà công nghiệp len hàng đầu ở Yorkshire. Tên của làng là một sự kết hợp giữa tên họ của người đã sáng lập ra ngôi làng và tên của dòng sông chảy bên cạnh nó. Titus Salt đã chuyển việc kinh doanh của mình (gồm năm nhà máy riêng biệt) từ Bradford tới Shipley, một địa điểm gần Saltaire để thành lập số lượng lớn các nhà máy dệt và sắp xếp công việc cho công nhân tại đây, bởi đây là một địa điểm gần đường sắt và kênh đào Leeds và Liverpool. Salt đã thuê các kiến trúc sư địa phương là Henry Lockwood và Richard Mawson.
Tương tự như thế nhưng nhỏ hơn đáng kể về quy mô, các dự án cũng đã được bắt đầu vào khoảng cùng thời điểm bởi Edward Akroyd tại Copley và Henry Ripley tại Ripley Ville. Ngoài ra, các nhà máy bông ở làng New Lanark được thành lập bởi David Dale năm 1786 cũng trở thành một di sản thế giới của UNESCO.
Titus Salt đã xây dựng những ngôi nhà bằng đá cho công nhân một cách rất khoa học và gọn gàng (tốt hơn nhiều so với các khu ổ chuột ở Bradford), với nước máy để sử dụng, nhà tắm công cộng, một bệnh viện,cơ sở đào tạo kỹ thuật để giải trí và giáo dục,thư viện, phòng đọc sách, phòng hòa nhạc, phòng chơi thể thao bi-a, phòng thí nghiệm khoa học và một phòng tập thể thao. Ngôi làng cũng có một trường học cho trẻ em của những công nhân, nhà dưỡng lão, một khu vườn công cộng, một công viên và một nhà thuyền. Do sự kết hợp giữa nhà ở, nơi việc làm và các dịch vụ xã hội, thị trấn ban đầu thường được xem là một bước phát triển quan trọng trong lịch sử thế kỷ 19 về quy hoạch đô thị.
Sir Titus mất vào năm 1876 và được chôn cất tại lăng mộ liền kề với nhà thờ giáo đoàn. Khi con trai của Sir Titus Salt là Titus Salt Junior chết, làng Saltaire đã có một mối giao kết với Sir James Roberts từ Haworth.
Sir James Roberts đã từng làm việc trong các nhà máy len từ khi mới chỉ mười một tuổi. Ông có sở thích kinh doanh và từng kinh doanh ở Nga, và có thể nói tiếng Nga một cách lưu loát. Roberts đã sở hữu Saltaire, trong hoàn cảnh thất bại nặng nề ở Nga, khi mất đi một số tài sản lớn trong cuộc cách mạng Nga. Ông được đề cập tới trong tác phẩm trường ca Đất hoang của nhà thơ T. S. Eliot. Roberts được chôn cất tại Fairlight, Đông Sussex. Di sản của ông vẫn có thể được nhìn thấy ở Saltaire, trong một công viên phía bắc của dòng sông, mà ông đặt tên là công viên Roberts sau khi con trai của ông đã chuyển giao Saltaire cho Hội đồng Bradford vào năm 1920.

## Ngày nay

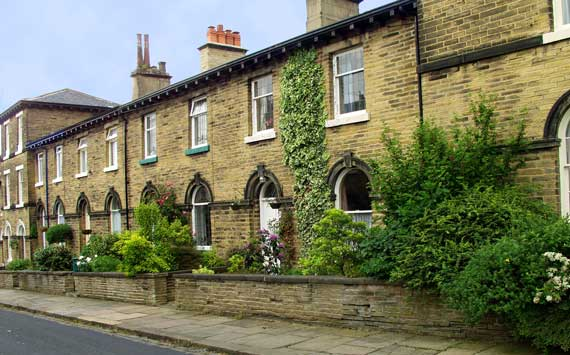
Các ngôi nhà ở Saltaire.

Trong tháng 12 năm 2001, Saltaire được chỉ định là di sản thế giới của UNESCO. Điều này có nghĩa rằng, chính phủ Anh sẽ phải có nhiệm vụ bảo vệ di sản công nghiệp quý giá này. Các tòa nhà được liệt kê, với mức độ bảo vệ cao nhất là nhà thờ giáo đoàn Saltaire. (kể từ năm 1972 là nhà thờ Giáo hội Cải cách chung Saltaire) được liệt kê như là công trình lớp I. Ngôi làng đã tồn tại khá nguyên vẹn trải qua thời gian, nhưng vẫn cần được bảo vệ như là hành động cần thiết bởi có lưu lượng lớn phương tiện giao thông đi các thung lũng sông Aire, một tuyến đường Đông-Tây quan trọng. Một cây cầu bắc qua sông được đề xuất xây dựng như là một giải pháp để giải tỏa áp lực giao thông. Công viên Roberts nằm về phía bắc của dòng sông đã từng bị bỏ rơi và phá hoại nhưng đã được khôi phục bởi Hội đồng Quận Trung tâm Thành phố Bradford.
Victoria Hall (ban đầu là Viện Saltaire) ngày nay cũng đã được sử dụng là nơi cho các cuộc họp hội nghị và các buổi hòa nhạc.
Nhà máy Salts Mill bị đóng cửa vào tháng 2 năm 1986 và đã được Jonathan Silver mua lại một năm sau đó để cải tạo nó ngày nay trở thành một khu phức hợp của nhiều doanh nghiệp với rất nhiều các hoạt động, bao gồm cả giải trí, thương mại và nơi ở. Còn New Mill là một tòa nhà bên kia con kênh là nơi có văn phòng của Dịch vụ Y tế Quốc gia (NHS) và nhiều căn hộ dân cư.

## Phương tiện truyền thông
Một số cảnh quay về ngôi làng và tuyến đường sắt xe điện Shipley Glen có thể được thấy trong bộ phim Shipley Glen (1914) hay trong bộ phim truyền hình An Inspector Calls của BBC.

## Hình ảnh

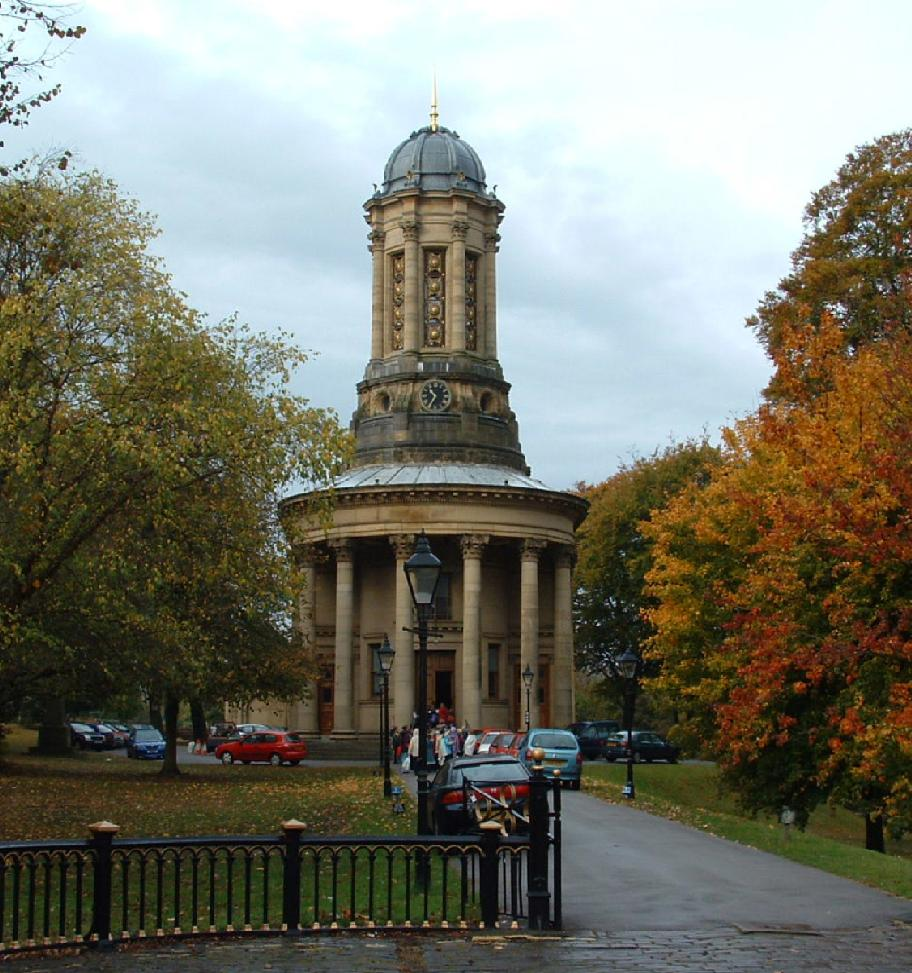
Nhà thờ Giáo hội Cải cách chung Saltaire
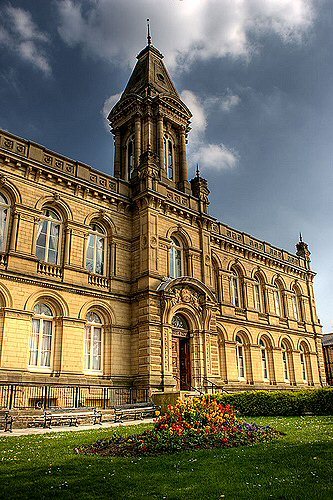
Victoria Hall, Saltaire
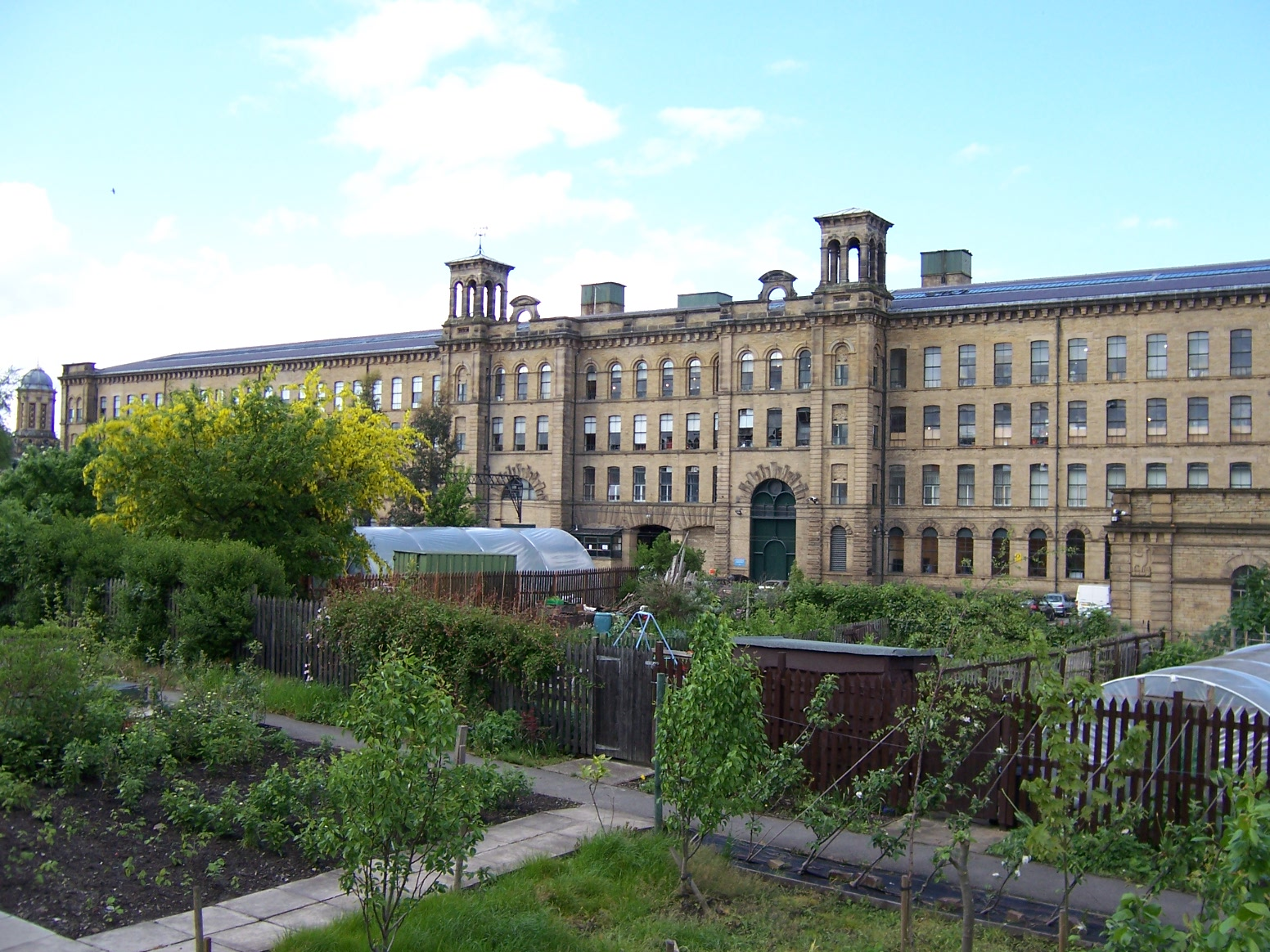
Tòa nhà Salts Mill
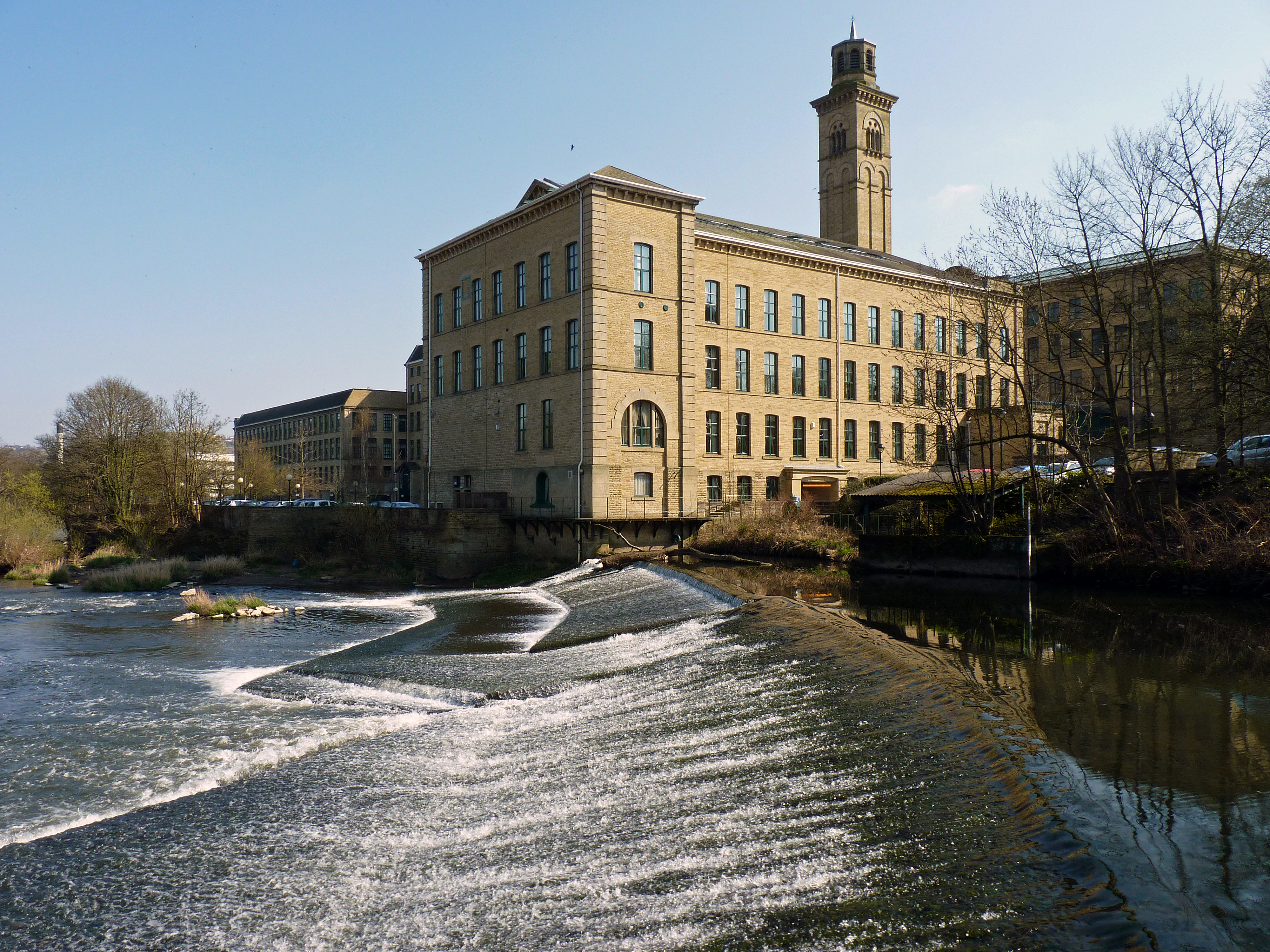
Salts Mill và sông Aire
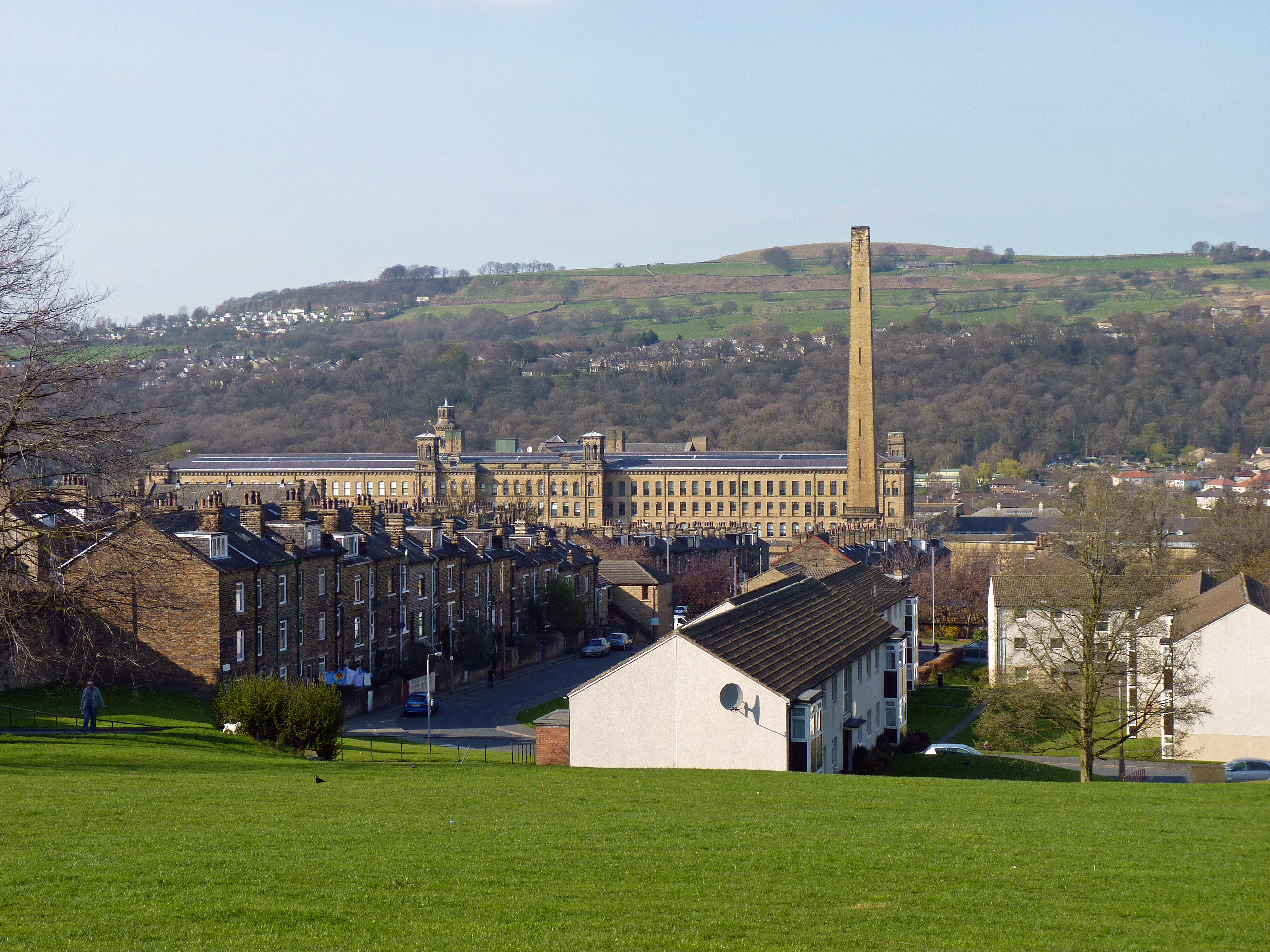
Salts Mill